# Große Rotfledermaus

Verbreitungsgebiet der Großen Rotfledermaus

Die Große Rotfledermaus oder Handleys Rote Fledermaus (Lasiurus atratus) ist ein im nördlichen Südamerika verbreitetes Fledertier in der Gattung der Haarschwanzfledermäuse. Das Typusexemplar stammt vom Zuidrivier (Südfluss) in Suriname.

## Merkmale
Diese Fledermaus ist mit Schwanz 112 bis 116 mm, wobei die Schwanzwirbel zusammen eine Länge von 53 bis 55 mm erreichen und die Unterarme 45 bis 47,5 mm lang sind. Es sind etwa 10 mm lange Hinterfüße und ungefähr 13 mm lange Ohren vorhanden. Der Fersensporn (Calcar) ist mit 12,5 bis 16,5 mm länger als die Füße. Der Artzusatz im wissenschaftlichen Namen ist das lateinische Wort atratus, was schwarz gekleidet bedeutet. Er bezieht sich auf die völlig schwarzen Flügel, die im Gegensatz zur Roten Fledermaus (Lasiurus borealis) an den Fingerknochen nicht rötlich sind. Am Oberarm befindet sich ein weißer Punkt. Die Haare der Oberseite sind an der Wurzel schwarz, in einem breiten Band in der Mitte gelbbraun und an den Spitzen rot (nie weiß oder schwarz), was eine intensive rote Färbung erzeugt. Typisch für die Große Rotfledermaus sind ein schwarzes Gesicht, ein rötliches Kinn, eine braune oder schwarze Brust und ein hell gelbbrauner oder weißer Bauch. Die Schwanzflughaut ist fast vollständig behaart. Es sind recht große Molaren vorhanden. Die 32 Zähne verteilen sich nach der Zahnformel I 1/3, C 1/1, P 2/2, M 3/3.

## Verbreitung und Lebensweise
Die Große Rotfledermaus lebt in der Region Guyanas und  im angrenzenden östlichen Venezuela. Ob sie im Osten das nordöstliche Brasilien erreicht, ist nicht bekannt. Die Art hält sich in feuchten immergrünen und laubabwerfenden Wäldern auf und besucht im Bereich von Wasserläufen oder Teichen offene Stellen. Durch den Vergleich mit anderen Gattungsmitgliedern wird angenommen, dass die nachtaktiven Individuen in Baumhöhlen ruhen und fliegende Insekten jagen. Ein Exemplar wurde mit einem Japannetz in einer Baumkrone neben einer Straße gefangen. Der Fundplatz eines anderen Tieres lag 140 bis 180 Meter über dem Meer.

## Gefährdung
Regional kann sich die Umwandlung der Wälder zu Plantagen negativ auswirken. Auch wenn bis 2018 nur etwa 20 Individuen bekannt waren, so scheint die Art in geeigneten Habitaten eine stabile Population zu entwickeln. In der Region sind einige Schutzzonen vorhanden. Die IUCN listet die Große Rotfledermaus als nicht gefährdet (least concern).